# Qualité Motel
 (mars 2012).
Si vous disposez d'ouvrages ou d'articles de référence ou si vous connaissez des sites web de qualité traitant du thème abordé ici, merci de compléter l'article en donnant les références utiles à sa vérifiabilité et en les liant à la section « Notes et références ».
Qualité Motel est un groupe de musique électronique québécois, originaire de Sherbrooke.

## Biographie
Projet parallèle électro du groupe Misteur Valaire, originaire de Sherbrooke, Qualité Motel est formé afin de permettre au quintette de jouer dans de plus petites salles de spectacle et autres endroits inusités[réf. nécessaire]. 
Le premier album de Qualité Motel, intitulé Motel Califorña, sort le 2 avril 2012. Pour ce premier opus, la bande réunit des invités, dans laquelle on[style à revoir] retrouve notamment Stefie Shock, Mitsou, Grand Analog, Socalled, Yann Perreau, Pintandwefall, James Di Salvio (de Bran van 3000), Mrs.Paintbrush, Karim Ouellet, Caracol, Elisapie Isaac, Béni bbq et Fanny Bloom (de La Patère Rose)[source secondaire souhaitée].
Le 2 novembre 2018, le groupe sort son deuxième album, C'est pas la qualité qui compte. Des invités participent au disque dont Lex, Simon Proulx (de Les Trois Accords), Les Louanges, Sarahmée, Rednext Level, Koriass, Eman, Karim Ouellet, FouKi, Fanny Bloom, Marie-Élaine Thibert, Jimmy Hunt (chanteur) et Lary Kidd[source secondaire souhaitée].   
En 2019, Qualité Motel part en tournée en France, au Sénégal, au Maroc, et aux Îles Canaries[source secondaire souhaitée].   
En 2021, alors que les salles de spectacles sont fermées au Québec dû à la pandémie de covid-19, Qualité Motel présente «Une soirée de qualité au Coconut!», émission télédiffusé sur Télé-Québec. Le spectacle tourné à l'Hôtel-Motel Coconut inclus des performances de Corneille, Fanny Bloom, Claudia Bouvette, Simon Proulx, Mike Clay, Michèle Richard et Rémi-Pierre Paquin[source secondaire souhaitée].

## Nomination

### 2019
- Album de l'année - Alternatif (Prix Félix)